# Klitorisknochen
Der Klitorisknochen (lateinisch Os clitoridis, Baubellum) ist ein kleiner Knochen in der weiblichen Klitoris einiger Säugetiere. Bei Menschen ist ein Klitorisknochen nicht vorhanden. Als männliche Entsprechung kommt bei zahlreichen männlichen Säugetieren ein Penisknochen (Os penis, Os priapi oder Baculum) vor.

## Vorkommen
Klitorisknochen finden sich bei Vertretern zahlreicher Arten innerhalb der Säugetiere. Nachgewiesen sind Knochen dieser Art vor allem bei verschiedenen Nagetieren sowie bei vielen Raubtieren, Primaten und Fledertieren:
- Innerhalb der Fledertiere gibt es Nachweise für Klitorisknochen unter anderem in den Gattungen der Rhinolophus
- Bei den Nagetieren kommen Klitorisknochen bei Vertretern verschiedener Gattungen vor, darunter etwa bei vielen Hörnchen (Eichhörnchen (Sciurus), Rothörnchen (Tamiasciusrus), Streifenhörnchen (Tamias)), den Stummelschwanzhörnchen (Aplodontia), bei Mäusen (Mus), bei Stachelschweinen (Hystrix), bei Meerschweinchen (Cavia) und anderen.
- Innerhalb der Raubtiere sind Klitorisknochen vorhanden bei Vertretern der Bären (Ursus), der Kleinbären (Waschbären (Procyon), Nasenbären (Nasua)), der Marder (Mustela, Martes, Altweltotter (Lutra), Großkatzen (Panthera), Kleinkatzen wie Felis und dem Fossa (Cryptoprocta))
- Innerhalb der Primaten kommen Klitorisknochen unter anderem bei Galagos (Galago), Gibbons (Siamang (Symphalangus syndactylus)) und Orang-Utans (Pongo) vor.

Dabei gibt es nicht zwingend bei allen Arten, bei denen die Männchen einen Penisknochen besitzen, bei den Weibchen einen Klitorisknochen.

## Aufbau und Lage
Der Klitorisknochen ist Bestandteil des weiblichen Geschlechtsteils und stellt eine Verknöcherung des Klitorisschwellkörpers (Corpus cavernosum clitoridis) dar. Er ist in der Regel stabförmig und seitlich abgeflacht ausgebildet und erstreckt sich oberhalb der Harnröhre ausgehend von der Glans clitoridis  nach hinten. Obwohl in der Regel knöchern vorliegend, kann er bei einigen Säugern nur knorpelig ausgebildet sein.
Da die Morphologie des Klitorisknochen wie die des Penisknochens sehr artspezifisch ist, wird sie gelegentlich herangezogen, um nah verwandte Arten zu unterscheiden (Systematik).

## Funktion
Die genaue Funktion des Klitorisknochens ist nicht bekannt, eine Funktion beim Geschlechtsverkehr wird angenommen.